# Bielowce (obwód grodzieński)
Bielowce (biał. Белеўцы, Bieleucy; ros. Белевцы, Bielewcy) – wieś na Białorusi, w obwodzie grodzieńskim, w rejonie lidzkim, w sielsowiecie Bielica.

## Historia
W XIX i w początkach XX w. położone były w Rosji, w guberni wileńskiej, w powiecie lidzkim, w gminie Bielica. Należały wówczas do dóbr Andrusowszczyzna książąt Wittgensteinów.
W dwudziestoleciu międzywojennym leżały w Polsce, w województwie nowogródzkim, w powiecie lidzkim, w gminie Bielica. W 1921 miejscowość liczyła 234 mieszkańców, zamieszkałych w 46 budynkach, w tym 178 Polaków i 56 Białorusinów. Wszyscy oni byli wyznania rzymskokatolickiego.
Po II wojnie światowej w granicach Związku Sowieckiego. Od 1991 w niepodległej Białorusi.